# Ordina Open 1997 - Qualificazioni doppio maschile
Le qualificazioni del doppio maschile dell'Ordina Open 1997 sono state un torneo di tennis preliminare per accedere alla fase finale della manifestazione. I vincitori dell'ultimo turno sono entrati di diritto nel tabellone principale. In caso di ritiro di uno o più giocatori aventi diritto a questi sono subentrati i lucky loser, ossia i giocatori che hanno perso nell'ultimo turno ma che avevano una classifica più alta rispetto agli altri partecipanti che avevano comunque perso nel turno finale.
Le qualificazioni del doppio del torneo Ordina Open 1997 prevedevano 4 coppie partecipanti di cui una è entrata nel tabellone principale.

## Teste di serie
1. Nebojša Đorđević /  Óscar Ortiz (ultimo turno)

1. Chad Clark /  Trey Phillips (primo turno)

## Qualificati
1. Emilio Benfele Álvarez  /   Sláva Doseděl

## Tabellone

### Legenda
| - Q = Qualificato - WC = Wild card - LL = Lucky loser | - ALT = Alternate - SE = Special Exempt - PR = Protected Ranking | - w/o = Walkover - r = Ritirato - d = Squalificato |

|  | Primo turno | Primo turno                          | Primo turno                          | Primo turno | Primo turno |  |  | Ultimo turno | Ultimo turno                         | Ultimo turno | Ultimo turno | Ultimo turno |  |
|  |             |                                      |                                      |             |             |  |  |              |                                      |              |              |              |  |
|  | 1           | Nebojša Đorđević Óscar Ortiz         | Nebojša Đorđević Óscar Ortiz         | 6           | 6           |  |  |              |                                      |              |              |              |  |
|  |             | Dominik Hrbatý Vladimir Volčkov      | Dominik Hrbatý Vladimir Volčkov      | 2           | 4           |  |  | 1            | Nebojša Đorđević Óscar Ortiz         | 6            | 2            | 4            |  |
|  |             | Emilio Benfele Álvarez Sláva Doseděl | Emilio Benfele Álvarez Sláva Doseděl | 7           | 7           |  |  |              | Emilio Benfele Álvarez Sláva Doseděl | 4            | 6            | 6            |  |
|  | 2           | Chad Clark Trey Phillips             | Chad Clark Trey Phillips             | 5           | 5           |  |  |              |                                      |              |              |              |  |